# آآکلمبیانا
آآکلمبیانا (نام علمی: Aa colombiana) نام یک گونه از سرده آآ است.